# Elisabeth Harnois
Elisabeth Rose Harnois (Detroit, 26 maggio 1979) è un'attrice statunitense.

## Biografia
Nasce a Detroit, nella contea di Wayne in Michigan. Elisabeth ha quattro fratelli più giovani di lei.

### Carriera
All'età di 5 anni appare in due film: Where are the Children? e Un magico Natale. Ha interpretato il ruolo di Shelley Simon nella quarta stagione di One Tree Hill e della dottoressa Serena Warren in Miami Medical. Dal 2011 al 2015 ha fatto parte del cast di CSI - Scena del crimine, nel ruolo dell'agente Morgan Brody.

## Filmografia

### Cinema
- Un magico Natale (One Magic Christmas), regia di Phillip Borsos (1985)
- Io vi salverò (Where are the Children?), regia di Bruce Malmuth (1986)
- Façade, regia di Eric Roberts (1999)
- Una bracciata per la vittoria (Swimming Upstream), regia di Russell Mulcahy (2003)
- Strangers with Candy, regia di Paul Dinello (2005)
- Pretty Persuasion, regia di Marcos Siega (2005)
- Ten Inch Hero, regia di David Mackay (2007)
- Solstice, regia di Daniel Myrick (2007)
- Keith, regia di Todd Kessler (2008)
- Chaos Theory, regia di Marcos Siega (2008)
- A Single Man, regia di Tom Ford (2009)
- Milo su Marte, regia di Simon Wells (2011)
- Bad Meat, regia di Lulu Jarmen (2011)
- Dog Hate Cat, regia di Omar Beqaj (2011)
- Riddle, regia di John O. Hartman e Nicholas Mross (2013)
- Don Peyote, regia di Michael Canzoniero e Dan Fogler (2014)
- Una collega pericolosa (The Work Wife), regia di Michael Feifer (2018)
- Skin in the Game, regia di Adisa (2019)
- Un babysitter da sogno (talvolta riportato in italiano anche con il titolo Un tato per la mamma) (Falling for the Manny), regia di Damián Romay (2023)

### Televisione
- Autostop per il cielo (Highway to Heaven) – serie TV, episodi 4x01-4x02 (1987)
- La bella e la bestia (Beauty and the Beast) – serie TV (1987)
- Fantastico Max (Fantastic Max) - cartone animato (1988) – voce
- Fino al prossimo incontro (Judith Krantz's Till We Meet Again) – miniserie tv (1989)
- Favole senza tempo (Timeless Tales from Hallmark) - serie TV (1990)
- Potsworth & Co. (Midnight Patrol: Adventures in the Dream Zone) – cartone animato (1990) – voce
- Adventures in Wonderland - serie TV (1992-1995)
- Willy, il principe di Bel-Air (The Fresh Prince of Bel-Air) – serie TV, episodio 4x06 (1993)
- Il cliente (The Client) – serie TV, episodio 1x06 (1995)
- Crescere, che fatica! (Boy Meets World) – serie TV, episodio 3x09 (1995)
- Heavens to Betsy – serie TV (1995)
- E vissero infelici per sempre (Unhappily Ever After) – serie TV, 3 episodi (1995-1996)
- Una famiglia a tutto gas (Brotherly Love) – serie TV, episodio 2x14 (1997)
- The Warlord: Battle for the Galaxy (conosciuto anche con il titolo The Osiris Chronicles), regia di Alex Zamm – film TV (1998)
- Io e la figlia del presidente (My Date with the President's Daughter) – film TV (1998)
- Due ragazzi e una ragazza Two Guys and a Girl – serie TV, episodio 3x02 (1999)
- Streghe (Charmed) – serie TV, episodio 3x02 (2000)
- La valle dei pini (All My Children) – serie TV (2000-2001)
- Criminal Minds – serie TV, episodio 1x05 (2005)
- Point Pleasant – serie TV, 13 episodi (2005-2006)
- CSI: Miami – serie TV, episodio 05x08 (2006)
- One Tree Hill – serie TV, 6 episodi (2006-2007)
- Cold Case - Delitti irrisolti (Cold Case) – serie TV, episodio 05x09 (2007)
- Dirt - serie TV, episodio 02x02 (2008)
- Senza traccia (Without a Trace)- serie TV, 2 episodi (2008)
- 90210 – serie TV, 2 episodi (2008-2009)
- Miami Medical – serie TV, 13 episodi (2010)
- CSI - Scena del crimine (CSI: Crime Scene Investigation) – serie TV, 87 episodi (2011-2015) – Morgan Brody
- Un bacio sotto il vischio (A Christmas Kiss II), regia di Kevin Connor – film TV (2014)
- CSI: Immortality, regia di Louis Milito – film TV (2015)
- Una gravidanza a rischio (My Baby Gone), regia di Steve Bacic – film TV (2017)
- Twisted - Gioco perverso (Twisted, riportato anche con il titolo Psycho Ex-Girlfriend), regia di Philippe Gagnon – film TV (2018)
- The Christmas Contract, regia di Monika Mitchell – film TV (2018)
- Christmas Cupid's Arrow (riportato anche con il titolo The Christmas Cupid), regia di Michael D. Sellers – film TV (2018)
- Best Christmas Ball Ever (riportato anche con il titolo Christmas in Vienna), regia di Nick Lyon – film TV (2019)

## Doppiatrici italiane
Nelle versioni in italiano delle opere in cui ha recitato, Elisabeth Harnois è stata doppiata da:
- Chiara Gioncardi in CSI: Miami, CSI - Scena del crimine, CSI: Immortality, Twisted - Gioco perverso
- Francesca Manicone in One Tree Hill, Solstice
- Gemma Donati in Miami Medical
- Letizia Ciampa in Keith
- Laura Amadei in Pretty Persuasion
- Barbara De Bortoli in Point Pleasant
- Chiara Oliviero in Una gravindanza a rischio

Da doppiatrice è sostituita da:
- Valentina Favazza in Milo su Marte